# أوليفر براون (لاعب كرة قاعدة)
أوليفر براون (بالإنجليزية: Oliver Brown)‏ هو لاعب كرة قاعدة أمريكي، ولد في 1849 في بروكلين في الولايات المتحدة، وتوفي بنفس المكان في 23 سبتمبر 1932.

## وصلات خارجية
- أوليفر براون على موقعبيزبول رفرنس.كوم (الدوري الرئيسي) (الإنجليزية)